# Лахорский музей
Лахорский музей (англ. Lahore Museum, в.-пандж. لاہور میوزیم, урду لاہور عجائب گھر‎) был первоначально создан в 1865-66 годах в зале здания Пенджабской выставки 1864 года и впоследствии переместился на нынешнее своё место на улице Мэлл в 1894 году. Отец Редьярда Киплинга, Джон Локвуд Киплинг, был одним из самых первых и самых известных кураторов музея.
Нынешнее здание музея было спроектировано известным архитектором сэром Гангой Рамом. Музей является крупнейшим в стране.

## Коллекция
В музее представлены археологические материалы от доисторических времён до средневекового периода. Музей обладает крупнейшей в Пакистане коллекцией археологических и исторических артефактов, предметов искусства, изобразительного искусства, прикладного искусства, этнологии и ремесленных изделий. Кроме того музей располагает обширной коллекцией монет периодов эллинизма и Империи Великих Моголов. Фотогалерея же посвящена становлению Пакистана как государства.

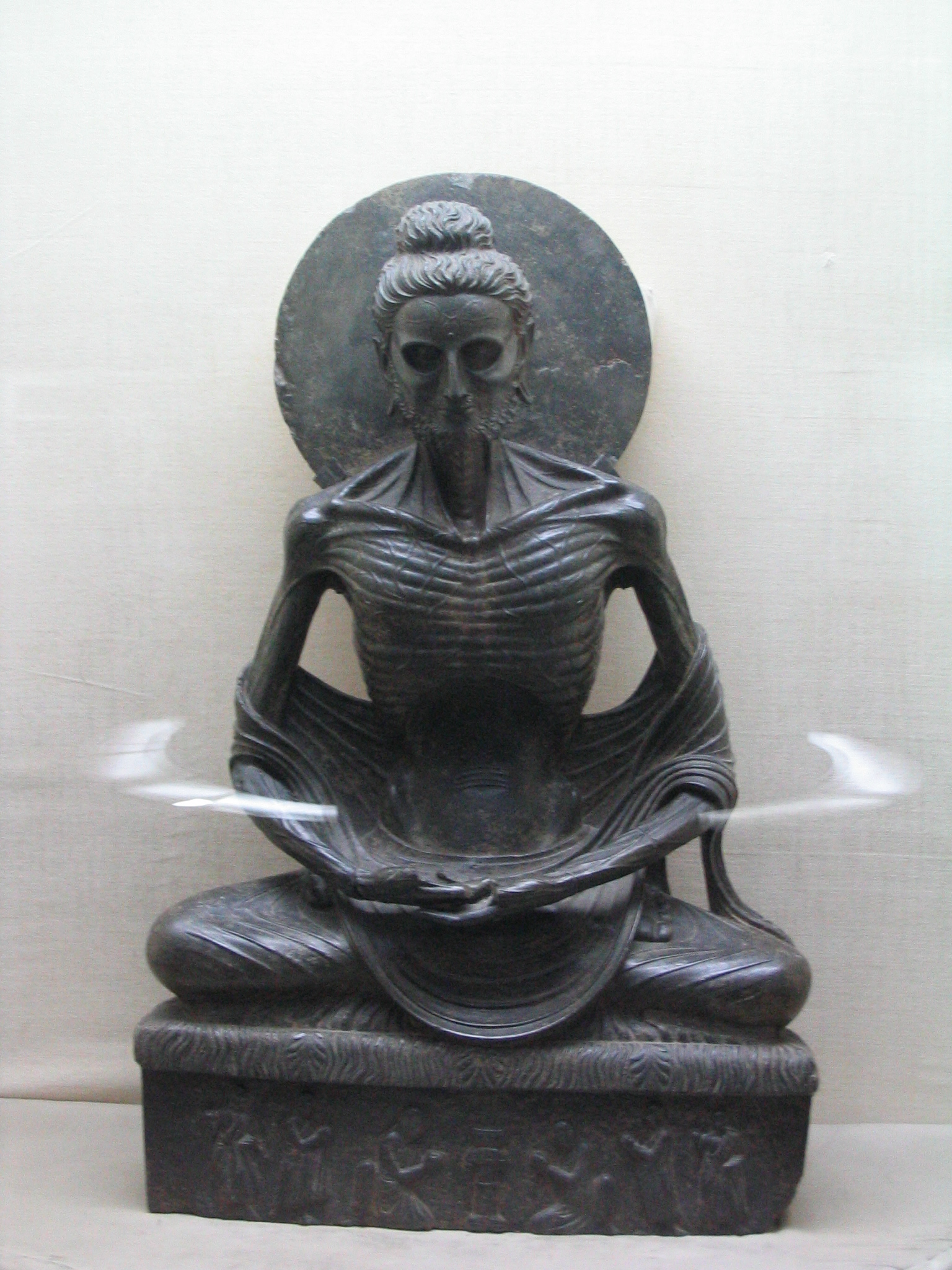
Статуя голодающего (постящегося, см. Пост в буддизме) Будды в музее

Среди собраний музея выделяются изысканные образцы могольских и сикхских дверей и деревянных работ, богатая коллекция картин могольского, сикхского и британского периодов в истории Лахора. Кроме того любопытны коллекции музыкальных инструментов, старинных ювелирных изделий, текстиля, керамики и оружейная палата. В музее хранятся важные реликвии Индской цивилизации, Гандхары и греко-бактрийского периода, а также некоторые тибетские и непальские работы. Голодающий Будда из Гандхары — один из самых известных экспонатов музея. Потолок вестибюля музея украшен большой фреской пакистанского художника Садекуайна.

## Музей в литературе
- Действие романа Редьярда Киплинга «Ким», опубликованного в 1901 году, происходит в районе старого Лахорского музея и улицы Мэлл.